# Ramaria rubrievanescens
Espèce
Ramaria rubrievanescens est une espèce de champignons de la famille des Gomphaceae. Elle a été décrite par Currie Marr et Daniel Stuntz en 1973 dans l'État de Washington.